# Nazionale maschile di pallacanestro della Tunisia
La nazionale di pallacanestro tunisina rappresenta la Tunisia nelle manifestazioni internazionali di pallacanestro ed è controllata dalla Federazione cestistica della Tunisia.
La nazionale Tunisina è tra le migliori del continente e grazie ai costanti miglioramenti nel 2009 è tornata sul podio del campionato continentale piazzandosi terza e l'anno successivo ha partecipato per la prima volta ai mondiali dove pur disputando delle buone prove non è riuscita a vincere nessuna partita.
Nel 2011 per la prima volta si è laureata campione d'Africa battendo in finale l'Angola per 67 a 56.

## Piazzamenti

### Olimpiadi
- 2012 - 11°

### Campionati del mondo
- 2010 - 21°
- 2019 - 20°

### Campionati africani
- 1964 - 4°
- 1965 -  2º
- 1970 -  3°
- 1972 - 5°
- 1974 -  3°

- 1975 - 5°
- 1981 - 6°
- 1985 - 8°
- 1987 - 5°
- 1989 - 8°

- 1992 - 7°
- 1993 - 8°
- 1999 - 5°
- 2001 - 4°
- 2003 - 6°

- 2005 - 7°
- 2007 - 6°
- 2009 -  3°
- 2011 -  1°
- 2013 - 9°

- 2015 -  3°
- 2017 -  1°
- 2021 -  1°

### Giochi del Mediterraneo
- 1959 - 6°
- 1967 - 7°
- 1971 - 5°
- 1975 - 7°
- 1979 - 5°

- 1983 - 7°
- 1987 - 5°
- 2001 - 5°
- 2013 -  3°

## Formazioni

### Olimpiadi
Pallacanestro ai Giochi della XXX Olimpiade - Torneo maschile4 Slimane, 5 Laghnej, 6 Knioua, 7 el-Mabrouk, 8 Kechrid, 9 Hdidane, 10 Hafsi, 11 Ghyaza, 12 Ben Romdhane, 13 Rzig, 14 Gaddour, 15 Mejri,        All. Adel Tlatli

### Campionati del mondo
Campionato mondiale maschile di pallacanestro 20104 Slimane, 5 Laghnej, 6 Knioua, 7 Dhifallah, 8 Kechrid, 9 Hdidane, 10 Maoua, 11 Ghyaza, 12 Ben Romdhane, 13 Rzig, 14 Braa, 15 Mejri,        All. Adel Tlatli
Campionato mondiale maschile di pallacanestro 20194 Abada, 5 Chennoufi, 7 el-Mabrouk, 8 Mouhli, 9 Hdidane, 11 Ghyaza, 12 Ben Romdhane, 19 Abbassi, 20 Roll, 45 Slimane, 50 Mejri, 66 Knioua,        All. Mário Palma

### Campionati africani
Campionato africano maschile di pallacanestro 19894 Njah, 5 A. Ben, 6 Gara-Ali, 7 Ghrib, 8 Teleb, 9 Housseini, 10 Ben Mbarek, 11 Haddad, 12 Nabli, 13 M. Ben, 14 Nefzi, 15 Ben Yedder,        All. -
Campionato africano maschile di pallacanestro 19924 Khenfir, 5 Ghrib, 6 Ao. Trabelsi, 7 Housseini, 8 N'Jah, 9 Ah. Trabelsi, 10 Ben Mbarek, 11 Haddad, 12 Ben Tini, 13 Yousfi, 14 Nefzi, 15 Ben Yedder,        All. -
Campionato africano maschile di pallacanestro 19934 Mahjoubi, 5 Fateh, 6 Ao. Trabelsi, 7 Ghrib, 8 Aquij, 9 Ah. Trabelsi, 10 Housseini, 11 Graali, 12 Hantous, 13 Ben Taieb, 14 Nefzi, 15 Ben Yedder,        All. -
Campionato africano maschile di pallacanestro 19994 el-Ouaer, 5 Rajhi, 6 Ben Taieb, 7 Housseini, 8 Maoua, 9 Kechrid, 10 Amri, 11 Boulaabi, 12 Tebbini, 13 Bouzarod, 14 Essalaoui, 15 Maalaoui,        All. -
Campionato africano maschile di pallacanestro 20014 el-Ouaer, 5 Amri, 6 Mahmoud, 7 Maoua, 8 N'Jah, 9 M. Kechrid, 10 Boulaabi, 11 Slimane, 12 S. Kechrid, 13 Ben Taieb, 14 Sayed, 15 Maalaoui,        All. Adel Tlatli
Campionato africano maschile di pallacanestro 2003Essayed, Khanfir, Rzig, Ben Mabrouk, Amri, Ben Hassine, Maoua, Ben Douissa, Slimane, Bouslama, Stiti, Yahiaoui, All. Marian Novović
Campionato africano maschile di pallacanestro 20054 Slimane, 5 el-Amri, 6 Ferjani, 7 Dhifallah, 8 Bouslama, 9 Kechrid, 10 Khenfir, 11 Lahmar, 12 Maoua, 13 Stiti, 14 Ouellani, 15 Maalaoui,        All. Adel Tlatli
Campionato africano maschile di pallacanestro 20074 Slimane, 5 el-Amri, 6 Knioua, 7 Dhifallah, 8 Laghnej, 9 Stiti, 10 Maoua, 11 Dhouibi, 12 Mouhli, 13 Rzig, 14 Braa, 15 Maalaoui,        All. Adel Tlatli
Campionato africano maschile di pallacanestro 20094 Ghyaza, 5 Lahmar, 6 Knioua, 7 Dhifallah, 8 Kechrid, 9 Hdidane, 10 Maoua, 11 Ben Romdhane, 12 Hedidane, 13 Rzig, 14 Braa, 15 Mejri,        All. Adel Tlatli
Campionato africano maschile di pallacanestro 20114 Slimane, 5 Laghnej, 6 Maghrebi, 7 el-Mabrouk, 8 Kechrid, 9 Hdidane, 10 Chouaya, 11 Ghyaza, 12 Ben Romdhane, 13 Rzig, 14 Toumi, 15 Mejri,        All. Adel Tlatli
Campionato africano maschile di pallacanestro 20134 Slimane, 5 Chennoufi, 6 Knioua, 7 el-Mabrouk, 8 Kechrid, 9 Hdidane, 10 Mouhli, 11 Ghyaza, 12 Ben Romdhane, 13 Rzig, 14 Chouaya, 15 Mejri,        All. Adel Tlatli
Campionato africano maschile di pallacanestro 20154 Abada, 5 Abbassi, 6 Knioua, 7 el-Mabrouk, 8 Seyeh, 9 Hdidane, 10 Roll, 11 Ghyaza, 12 Ben Romdhane, 13 Rzig, 14 Braa, 15 Mejri,        All. Adel Tlatli
Campionato africano maschile di pallacanestro 20174 Abada, 5 Chennoufi, 7 el-Mabrouk, 8 Mouhli, 9 M. Hdidane, 10 B. Hdidane, 11 Ghyaza, 12 Ben Romdhane, 23 Lahiani, 28 Rassil, 45 Slimane, 66 Knioua,        All. Mário Palma
Campionato africano maschile di pallacanestro 20211 Marnaoui, 3 Gannouni, 4 Abada, 5 Chennoufi, 7 el-Mabrouk, 11 Ghyaza, 12 Ben Romdhane, 14 Bouallegue, 20 Roll, 32 Addami, 45 Slimane, 50 Mejri,        All. Dirk Bauermann

### Giochi del Mediterraneo
Pallacanestro ai XVII Giochi del Mediterraneo4 Slimane, 5 Abada, 6 Knioua, 7 el-Mabrouk, 8 Kechrid, 9 Chennoufi, 10 Mouhli, 11 Ghyaza, 12 Ben Romdhane, 13 Rzig, 14 Gaddour, 15 Mejri,        All. Adel Tlatli

## Nazionali giovanili
- Nazionale Under-18
- Nazionale Under-16